# Церковь Казанской иконы Божией Матери (Оргеев)
Церковь Казанской иконы Божией Матери — храм Кишинёвской и всея Молдавии епархии Русской православной старообрядческой церкви в городе Оргеев в Молдавии.

## История
В рапорте Оргеевского уездного исправника 1868 года упоминается наличие в Оргееве старообрядческой молельни, которая по утверждению самих старообрядцев была беспоповской, но тайно принимала раскольнических священников. В этом же рапорте упоминается Василий Привалов, который служил уставщиком и был моральным авторитетом для старообрядцем всего уезда.
Нынешний храм был построен на месте старой моленной в начале XX века. Её освящение 31 декабря 1912 года возглавил епископ Одесский и Балтский Кирил. В середине XX века община насчитывала 356 человек. Во время хрущёвских гонений храм закрыли. В 1989 году был восстановлен усилиями верующих и вновь открыт.